# Meromenia hirondella
Meromenia hirondella är en blötdjursart som beskrevs av Eugène Leloup 1949. Meromenia hirondella ingår i släktet Meromenia och familjen Amphimeniidae. Inga underarter finns listade i Catalogue of Life.